# أوليغ ألكسندروف
أوليغ ألكسندروف (بالروسية: Олег Александров)‏ هو مجدف روسي، ولد في 13 يوليو 1937 في ياروسلافل في روسيا، وتوفي في 1997.

## وصلات خارجية
- أوليغ ألكسندروف على موقع الاتحاد الدولي للتجديف (الإنجليزية)
- أوليغ ألكسندروف على موقع اللجنة الأولمبية الدولية (الإنجليزية)
- أوليغ ألكسندروف على موقع أوليمبيديا (الإنجليزية)